# Pierre Sigorgne
Pierre Nicolas Sigorgne est un physicien français né en 1719 à Rembercourt-Sommaisne (à l'époque, Rembercourt aux Pots) et mort en 1809 à Mâcon (Saône-et-Loire).

## Biographie
Fils d'un juge de petite instance, Pierre Sigorgne a été élève du collège de Pont-à-Mousson où il a obtenu son diplôme du baccalauréat à 16 ans, puis étudiant du collège de Sorbonne à Paris.
Sigorgne se fait prêtre, et ayant choisi l'enseignement, il se voit attribuer une chaire de philosophie au collège du Plessis, à Paris. S'opposant au cartésianisme, il défend le système de Newton.
En 1748, il reçoit un prix de l'Académie de Rouen pour un mémoire sur la cause de l'ascension des « liqueurs » dans les tuyaux capillaires.
Il est ensuite nommé vicaire général du diocèse de Mâcon par monseigneur Henri-Constance de Lort de Sérignan de Valras, évêque, peu après que l'Université de Paris l'ait fait nommer membre du chapitre cathédral de Saint-Vincent de Mâcon (19 juin 1750). Parallèlement, il poursuit ses activités philosophiques et scientifiques. Il prend parti contre Jean-Jacques Rousseau et ses Lettres écrites de la montagne en écrivant des Lettres écrites de la plaine.
De 1774 à 1790, il est abbé commendataire de l'abbaye de Bonnevaux en Dauphiné.
Incarcéré quelques jours en 1792, il est de nouveau mis en prison en 1793, pendant onze mois, et ses biens sont mis sous séquestre.
Sigorgne est correspondant de l'Académie des sciences, et de l'Institut de France (1803). C'est lui qui prononce l'oraison funèbre du dauphin et celle de Louis XV.
Il fut l'un des trente-deux premiers membres de l'Académie de Mâcon.
Une rue de Mâcon porte son nom.

## Publications
- A Physico-mathematical Demonstration of the Impossibility and Insufficiency of Vortices, by M. de Sigorgne, in Philosophical Transactions, Vol. XLI. Part I. London, For the years 1739, 1740.
- Examen et réfutation des leçons de physique expliquées par M. de Molières, au College Royal de France. Par M. Sigorgne, Paris, Clousier, 1741.

- Réplique à M. de Molières, ou démonstration physico-mathématique de l’impossibilité et de l’insuffisance des tourbillons, par M Sigorgne, Paris, 1741.
- Institutions Newtoniennes, Paris, Quillau, 1747.
- Astronomiae Physicae Juxta Newtoni Principia Breviarium Methodo Scholastica ad usum studiosae juventus, Paris, Quillau, 1749.
- Istituzioni newtoniane, traduit par Giulio Carbonara, Lucca, 1757.
- Le Philosophe Chrétien, ou lettres à un jeune homme entrant dans le monde sur la vérité et la nécessité de la religion, Lyon chez Bessiat, Paris chez Desaint, 1765 (deuxième édition, Mâcon, Goery, Lyon, Rusand,1776).
- Lettres écrites de la plaine en réponse à celles de la montagne, ou défense des miracles, contre le philosophe de Neuf-chatel, par l’auteur du Philosophe Chrétien, Amsterdam, Lyon, chez Faucheux, 1765.
- Institutions Leibnitiennes, (ou Précis de La Monadologie, Lyon, Périsse, 1767 (deuxième édition Lyon, Périsse, 1768).
- Institutions newtoniennes, Paris, Guillyn, 1769.
- Proelectiones astronomiae Newtonii ad usum studiosae juventutis; Tubingae, Boek, Cotta, 1769.
- Oraison funèbre de Monseigneur Louis, dauphin de France, prononcée dans l'église de Mâcon, le 15 janvier 1766, Mâcon, Goery, 1766.
- Oraison Funèbre de Très-Haut, Très-Puissant Et Très-Excellent Prince, Louis XV, Roi de France Et Navarre, prononcée dans l'Église de Mâcon le 13 juin 1774, par M. l’abbé Sigorgne, de la Maison et Société de Sorbonne, Archidiacre, Chanoine de la même Église, Vicaire général et Official de Monseigneur l’Évêque de Mâcon ; de la Société Royale des Sciences et Belles-Lettres de Nanci, Au service solennel que MM. Des États du Pays et Comté du Mâconnois ont fait célébrer, Mâcon, Goery, 1774.
- Institutiones astronomiae newtonianae, Tubingae, sumtibus JO. Georg. Cottae, 1780.
- Doutes sur la nouvelle chimie, Par M. Sigorgne, à Bourg, Janinet, 1806.
- Défense des premières vérités, ou Réfutation de la Théorie physico-mathématique De l'organisation des mondes, p. l'abbé Sigorgne, Paris, Courcier, 1806.
- La nouvelle chimie sommairement discutée, à la portée de tout le monde, ou extraits de la gazette de France, avec une lettre inédite, Paris, Courcier, 1807.
- Examen nouveau de la chimie moderne, avec une dissertation sur la force, Mâcon, Jogues, 1807 (À Lyon, chez Yvernault et Cabin, 1809).
- Lettere scritte dalla pianura in risposta a quelle scritte dalla montagna, ovvero difesa dei miracoli contro il filosofo di Neuf-Chatel, tradotte ed illustrate dall’abate Vincenzo Mocchetti, Milano, per Gaspare Truffi et comp, 1832.